# Herminia albopunctata
Herminia albopunctata är en fjärilsart som beskrevs av Rothschild 1916. Herminia albopunctata ingår i släktet Herminia och familjen nattflyn. Inga underarter finns listade i Catalogue of Life.